# 山田多賀市
山田 多賀市（やまだ たかいち、1907年12月16日 - 1990年9月30日）は日本の小説家、農民運動家。本名は多嘉市（たかいち）。

## 生涯
長野県南安曇郡三田村田尻（現・安曇野市）の農家の長男に生まれる。旧制小学校を4年で中退すると、13歳の時に年期奉公に出て建設作業員や瓦焼きの職人として東海地方を転々とした後、19歳の時、伊那谷の発電工事場で働き、帳付けをしていた葉山嘉樹の知遇を得た。のちに山梨県北巨摩郡登美村（現・甲斐市）に移り、21歳の時、日本農民組合青年部に加入して、小作料引き下げ闘争などの農民解放運動を展開したが、闘病生活に入った。
25歳で運動から転向し、作家を志す。新田潤の勧めによって書いた短篇「夕立雲」が、1937年に「人民文庫」に新人創作として載り、1939年から同人雑誌「槐」に代表作となる小説『耕土』が掲載されると、「中央公論」や東大の「赤門文学」で高評価を得た。また、1942年に小説『生活の仁義』が同人雑誌「文芸復興」に掲載されたが、翼賛文学に与せず軍国主義に抵抗し、検閲による発禁を複数回に亘って受け、特別高等警察に度々拘束された。
太平洋戦争中も反戦を貫き、1943年には「肺結核で死去した」として、自ら死亡診断書を偽造し、死を覚悟したうえで徴兵を忌避した。戦後は自身の戸籍が甲府空襲後の1945年7月6日をもって抹消されている事実を確認し、反戦の継続のため戸籍の復活拒否を貫いた。
また1949年には農村文化協会を設立し、農業技術雑誌「農業と文化」・「農政と技術」や雑誌「農民文学」を発行し、編集長を10年間勤めた。「農民文学」は犬田卯・住井すゑ夫妻らの協力を得て刊行されたが長続きせず、のちに南雲道雄によって引き継がれた。その後は印刷業などを営む傍ら、自伝小説『雑草』を1971年に出版し、全線文学賞を受賞した。また1977年に北富士演習場問題を描いた『実録小説・北富士物語』、1984年に随筆『終焉の記』を出版した。1990年脳虚血のため山梨県立中央病院で死去。享年82。

## 参照
- 山村基毅 「戦争拒否11人の日本人」晶文社 1987年
- 『山梨の農民文学』 山梨県立文学館 2003年
- 『山梨の文学』 山梨県立文学館 2004年
- 「20世紀日本人名事典」 日外アソシエーツ 2004年
- 三島利徳 「安曇野を去った男 ある農民文学者の人生」 人文書館 2016年